# نانجينغ للسيارات
نانجينغ للسيارات (بالإنجليزية: Nanjing Automobile)‏ هي شركة مملوكة للدولة يعود تاريخها إلى عام 1947، مما يجعلها أقدم شركات تصنيع السيارات الصينية على الرغم من أن فاو للسيارات الأصغر سنًا نسبيًا كانت أول من صنع السيارات.
وشملت منتجات المجموعة السيارات والشاحنات والحافلات.
اندمجت شركة نانجينغ للسيارات مع سايك الأكبر حجمًا في عام 2007 لتصبح شركة تابعة لتلك الشركة.

## التاريخ

### عصر الحرب الأهلية
يعود تاريخ الشركة إلى عام 1947 أثناء الحرب الأهلية الصينية. في يوليو 1949، سيطر مركز خدمة إصلاح تابع لجيش شرق الصين الميداني (الذي أصبح فيما بعد الجيش الميداني الثالث) على ورشة سيارات في نانجينغ، مقاطعة جيانغسو، العاصمة السابقة لجمهورية الصين، بعد احتل جيش التحرير الشعبي المدينة.

### الإنتاج المبكر للشاحنات الخفيفة (علامة يو جين)

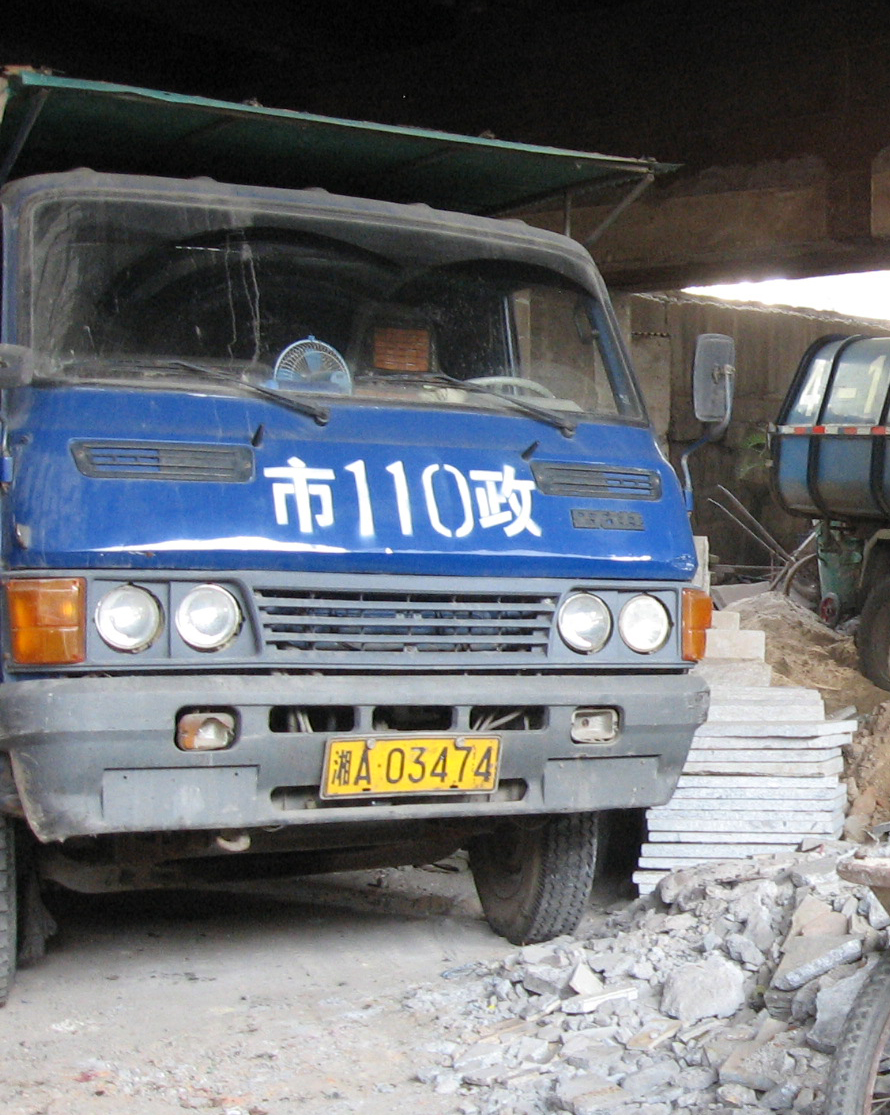
الشاحنة الخفيفة نانجينغ يوجين المتأخرة (إن جَيه 131)

في الخمسينيات من القرن الماضي، تم نقل الإشراف على ورشة السيارات الصغيرة التي أصبحت فيما بعد نانجينغ للسيارات إلى الوزارة الأولى للآلات الصناعية في الصين.
 بدأت في تصنيع أول شاحنات خفيفة منتجة محليًا في الصين في عام 1958، شاحنة إن جَيه-130 بوزن 2½ طن، استنادًا إلى GAZ-51 من الاتحاد السوفيتي. أطلقت الوزارة العلامة التجارية على الشاحنة غيرين (跃进牌汽车 - وتعني حرفياً "القفزة إلى الأمام") ووافقت على إنشاء شركة نانجينغ لأعمال السيارات في نفس العام. استمر إنتاج الشاحنات حتى يوليو 1987 حيث تم بناء 161.988 وحدة من طرازات مختلفة بما في ذلك إن جَيه-130 وإن جَيه-230 وإن جَيه-135 وإن جَيه-134.
أصبح غيرين فيما بعد يو جين بينما بقي اسم الماندرين 跃进.

### نقل التكنولوجيا
استخدمت شركة نانجينغ للسيارات بشكل متكرر عمليات نقل التكنولوجيا لجعل الشركة أكثر قدرة على المنافسة.

#### منتصف الثمانينات
في منتصف الثمانينيات، اشترت نانجينغ للسيارات التصميمات والقوالب من إيسوزو وحصلت على التكنولوجيا من إيفيكو الإيطالية، وهي وحدة المركبات التجارية لـ فيات، وشاركت في سلسلة من صفقات نقل التكنولوجيا حوالي عام 1980 التي شهدت تصميمات يابانية و بيع الآلات للمشترين الصينيين.
سمحت مشتريات إيفيكو لـ نانجينغ للسيارات بإنتاج نسخة من إيفيكو دايلي.

#### العقد الأول من القرن الحادي والعشرين
في عام 2000، تم شراء التصميم، وربما الأدوات، للجيل الأول من سيات إيبيزا وبيعت السيارة في الصين باسم نانجينغ يوجين سويات.

### إم جي روفر

#### الاستحواذ على أصول مجموعة إم جي روفر
استحوذت نانجينغ للسيارات على بعض أصول مجموعة إم جي روفر وباورتراين المحدودة في عام 2005 بعد أن دخلت المجموعة الإدارة. وفقًا لاتفاقية الشراء، اشترت نانجينغ للسيارات إم جي وأوستن وبعض ماركات السيارات البريطانية الخاملة الأخرى، بالإضافة إلى تكنولوجيا ومعدات الإنتاج لطرازي إم جي زد تي و إم جي تي إف. استعادت شركة هوندا بعض المعدات والمخططات ، حيث تم استخدام ملكيتها الفكرية في بعض سيارات إم جي روفر، على وجه الخصوص، روفر 45 و إم جي زد إس ، والتي كانت تعتمد على هوندا دوماني.

#### خطة إنتاج إم جي
قررت شركة نانجينغ للسيارات إنشاء قواعد إنتاج لـ إم جي في لونجبريدج ونانجينغ. لم يتم تنفيذ خطة لفتح مصنع آخر في أردمور، أوكلاهوما، الولايات المتحدة الأمريكية. وسيتم نقل إنتاج المحركات وناقل الحركة ومنتجات المركبات المتوسطة والمنخفضة الجودة إلى الصين، حيث سيتم أيضًا إنشاء سلسلة توريد. سيتم الاحتفاظ بمنشأة الإنتاج في المملكة المتحدة، مع دمج موقع لونجبريدج الأصلي لاستئناف إنتاج سيارات إم جي تي إف الرياضية. وفي الوقت نفسه، من خلال الاستفادة من قدرات البحث والتطوير والموظفين في المملكة المتحدة وكذلك الصين، سيتم تطوير محركات اليورو الرابع وجيل جديد من المركبات ومن ثم إنتاجها في كل من الصين والمملكة المتحدة.
في عام 2007، خططت شركة نانجينغ للسيارات لبناء 13000 سيارة على أساس سيارة السيدان روفر 75 / إم جي زد تي، والتي أعيدت تسميتها بـ إم جي 7. ستكون هذه السيارات في الغالب من سيارات السيدان (الصالون)، بالإضافة إلى بعض سيارات إم جي 7 تي العقارية. كما خططت لإنتاج 3000 سيارة رياضية قابلة للتحويل إم جي تي إف.

#### مصنع بوكو

وضعت مؤسسة إم جي

يقع مصنع إم جي التابع لـ نانجينغ للسيارات في منطقة التنمية الاقتصادية عالية المستوى للتكنولوجيا الجديدة في بوكو (منطقة جديدة في نانجينغ). ستصل قدرة مصنع نانجينغ-إم جي إلى 200000 سيارة و250000 محرك و100000 علبة تروس.
يتكون نطاق إم جي الأولي من إم جي 7 وإم جي تي إف فقط. بدأت نانجينغ للسيارات أيضًا في إنتاج سيارة إم جي 3 إس دبليو القائمة على روفر ستريتوايز في عام 2008.

#### مصنع لونجبريدج
كان المصنع الموجود في لونجبريدج لسنوات عديدة أحد أهم مصانع صناعة السيارات في أوروبا، فضلاً عن كونه أكبر مصنع لتصنيع السيارات مملوك لبريطانيا، حيث كان يصنع سيارات أوستن في معظم فترات القرن العشرين. بعد إغلاق مصنع أبينغدون في عام 1980، أصبحت لونجبريدج أيضًا منذ عام 1982 موطنًا لشركة إم جي ثم لعلامة روفر التي حلت محل أوستن تدريجيًا في أواخر الثمانينيات.
الموقع مملوك لـ عقارات سانت مودوين التي استحوذت على 412 أكر (1.67 كـم2) في صفقتين في عامي 2003 و2004 مقابل 57.5 مليون جنيه إسترليني وتم تأجيرها مرة أخرى لمجموعة إم جي روفر. تم توقيع صفقة مدتها 33 عامًا في فبراير 2006 بين نانجينغ للسيارات وعقارات سانت مودوين تغطي عقد إيجار 105 فدانًا (ربع المساحة الإجمالية لمصنع لونجبريدج) ولكنها تشمل مصنعين رئيسيين لتجميع السيارات وورشة الطلاء والمكتب الإداري. مكاتب بإيجار حوالي 1.8 مليون جنيه إسترليني سنويًا. تشير التقديرات إلى أن هناك حاجة إلى 10 ملايين جنيه إسترليني لإعادة فتح المصنع.
مع اندماج نانجينغ للسيارات وسايك ، أصبحت ملكية مصنع لونجبريدج منشأة خاضعة لسيطرة سايك.

### تشانغ دا

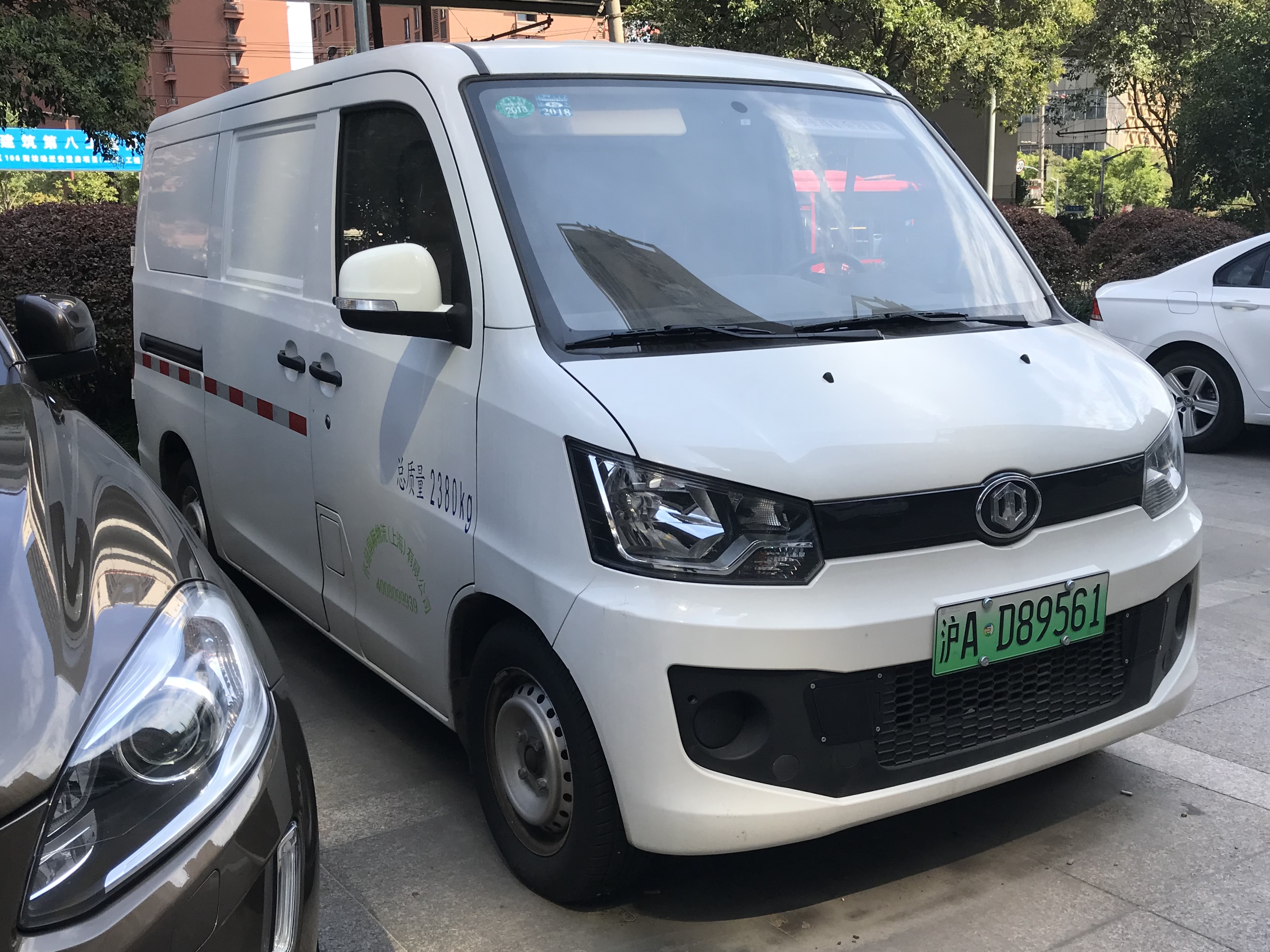
ناك تشانغ دا إتش 9 في شنغهاي

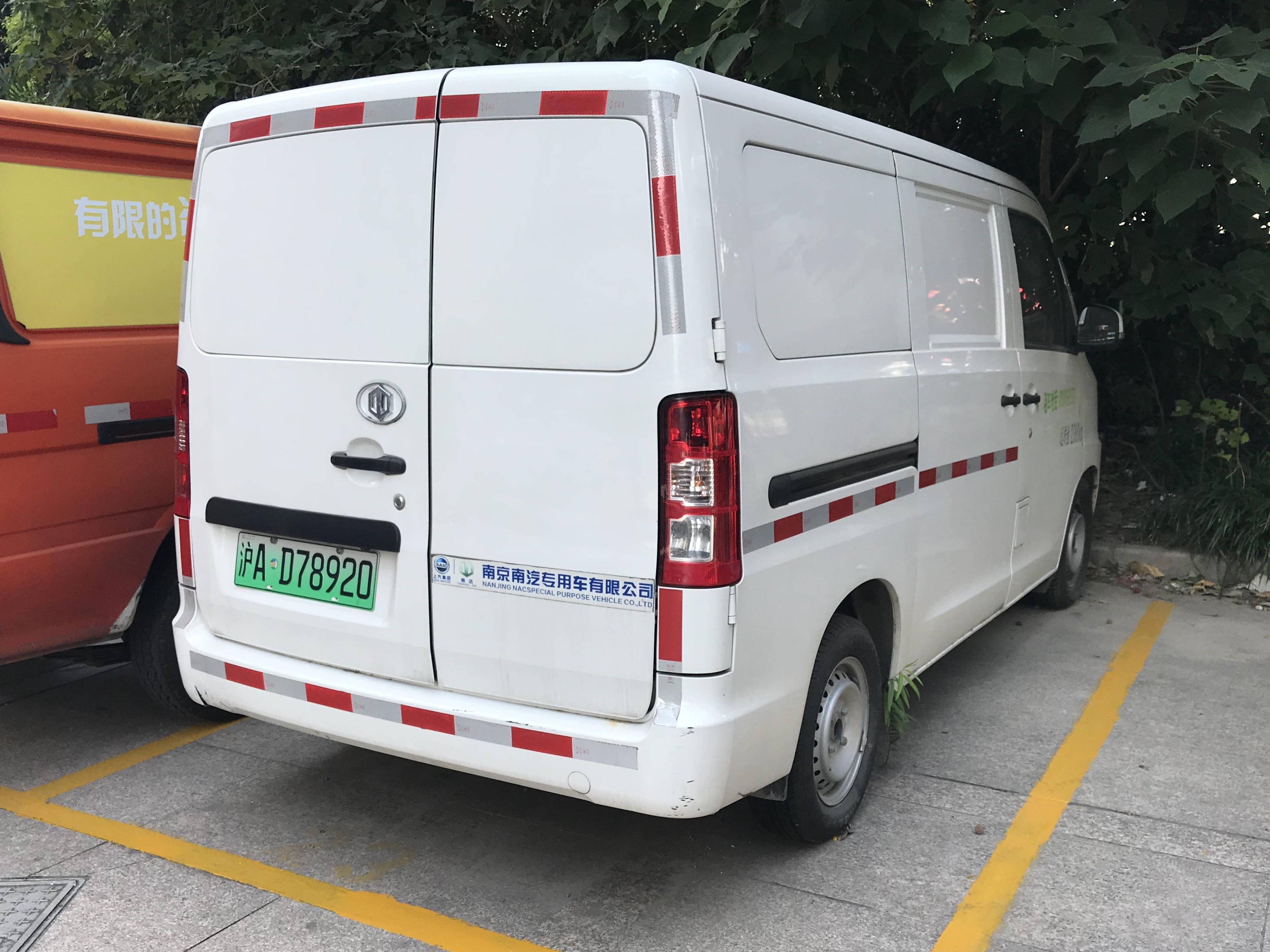
تشانغ دا إتش 9 في الخلف مع ملصق سايك ونانجينغ ناك

تشانغ دا (畅达) هي علامة تجارية فرعية لمركبات الطاقة الجديدة (NEV) لشركة نانجينغ للسيارات وسايك. تأسست تشانغ دا في عام 2009، وتقوم بتطوير عربات لوجستية كهربائية خفيفة لتوصيل "الميل الأخير". يعتمد المنتج الأول، ناك تشانغ دا إتش 9، على هيكل فاو جياباو في 80 (佳宝V80) واستغرق تطويره ثلاث سنوات قبل إطلاقه في عام 2017. يمكن شراء أو تأجير تشانغ دا إتش 9 على شكل أساطيل.

## المشاريع المشتركة
كان لدى شركة نانجينغ للسيارات مشروعين مشتركين على الأقل مع شركة صناعة السيارات الإيطالية فيات. أولاً، كان هناك مشروع مشترك بنسبة 50/50 تم إنشاؤه في عام 1999 ولكنه انهار في وقت ما في عام 2007. تبع ذلك نافيكو، وهو مشروع مشترك مع وحدة المركبات التجارية لشركة فيات، إيفيكو، الذي تم تأسيسه في عام 1996.

### نافيكو

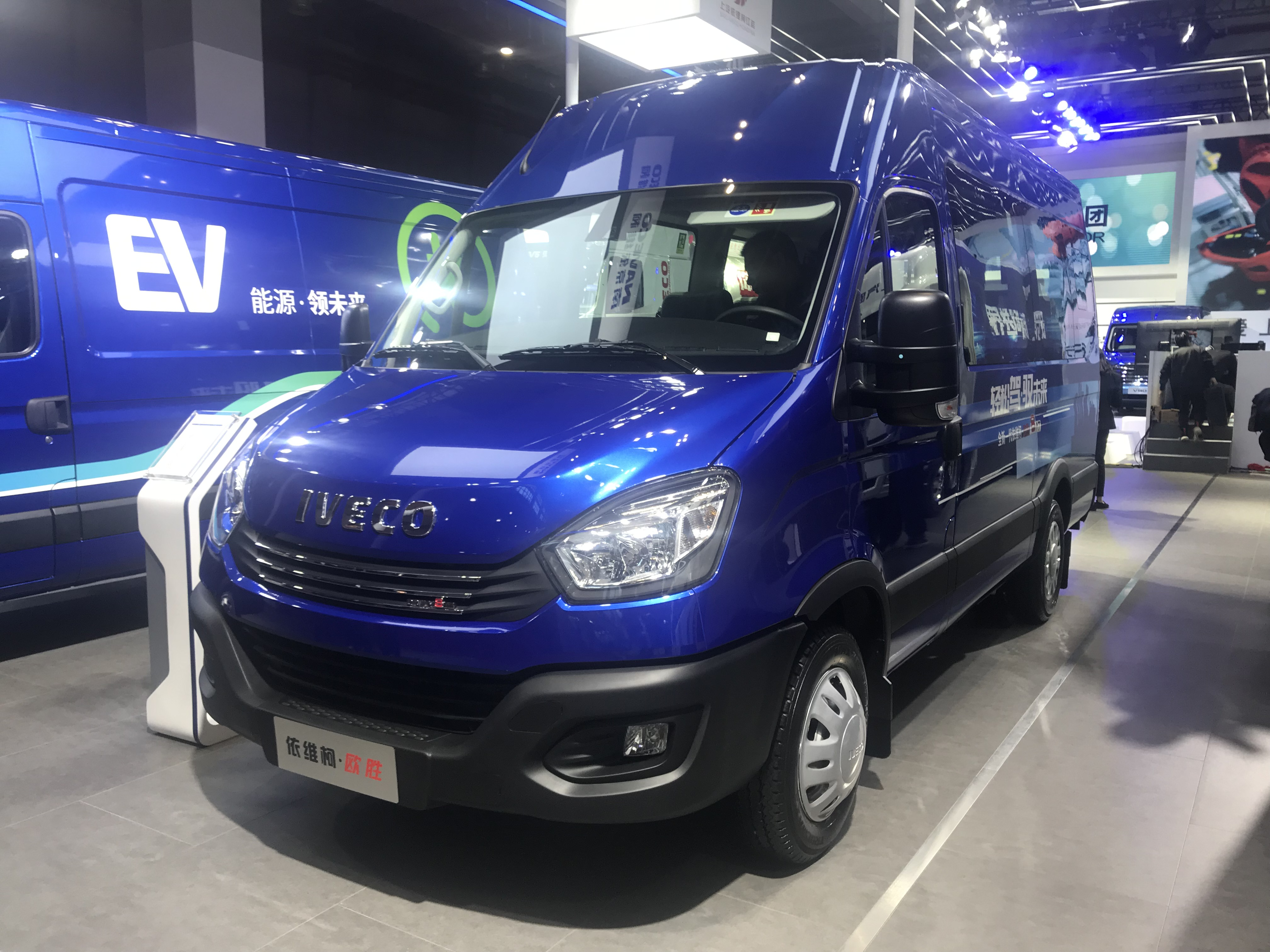
نافيكو (نانجينغ إيفيكو) ديلي أوشينغ

في عام 1996، قامت شركة نانجينغ أوتو بتأسيس شركة نافيكو (شركة نانجينغ إيفيكو للسيارات المحدودة) مع وحدة المركبات التجارية إيفيكو، فيات. قام المشروع المشترك في البداية بتصنيع نسخة من إيفيكو ديلي للبيع في السوق الصينية، واعتبارًا من عام 1995، استمر في تصنيع الشاحنات الخفيفة ولكنه أضاف محركات الديزل أيضًا.
استحوذت الشركة على أصول تصنيع الشاحنات لشركة يوجين موتور في وقت ما من عام 2007.
في يوليو 2017، بدأت نافيكو في إنتاج شاحنة ايفيكو تشاينا ديلي الجديدة في المصنع الجديد في كياولين، نانجينغ
تشمل منتجات نافيكو ما يلي:
- إيفيكو دايلي أوشينغ (欧胜)- تجميل على أساس الجيل الخامس من إيفيكو دايلي.
- إيفيكو باور دايلي (褒迪)- تجميل على أساس الجيل الثالث من إيفيكو دايلي.
- إيفيكو شينديي (得意)- تمديد إنتاج الجيل الثاني من إيفيكو دايلي
- إيفيكو أوبا
- إيفيكو فينيسيا

### نانجينغ فيات
مشروع مشترك آخر كان نانجينغ فيات، تم تأسيسه مع شركة فيات في عام 1999. تركت شركة صناعة السيارات الإيطالية هذه الشركة في عام 2007 بسبب نقص الاستثمار من جانب شريكها الصيني.
اعتبارًا من عام 2006، كانت تنتج أربعة نماذج: سيارات السيدان بيرلا وسيينا، وباليو، والمدمجة، وعربة محطة باليو ويك إند. استحوذت زوتي على معظم تصميمات وأدوات نانجينغ فيات في عام 2008.
وتقع الشركة في منطقة التنمية الاقتصادية والتكنولوجية في منطقة جيانغنينغ في نانجينغ.

## الانقسامات الداخلية
ومع مواصلة الشركة تطوير إدارتها، تم إنشاء أربعة أنظمة بيئية إنتاجية كاملة.

### شركة يوجين للشاحنات الخفيفة
قاعدة تصنيع رئيسية لـ نانجينغ للسيارات، تصنع شاحنات خفيفة تحت العلامة التجارية يوجين. تم نقل إنتاج سيارات الدفع الرباعي والشاحنات الصغيرة التي تتخذ من إيسوزو مقراً لها إلى فرع ووشي سويات في عام 2005.
في وقت ما من عام 2007، تم دمج أعمال صناعة الشاحنات التابعة لشركة Yuejin مع المشروع المشترك إيفيكو-نانجينغ للسيارات نافيكو، والذي استمر في البيع تحت العلامة التجارية يوجين.
تقع في منطقة التنمية الاقتصادية في منطقة هويشان، ووشى، (حوالي 150 كم شرق نانجينغ) يعد فرع وشى التابع لشركة يوجين للسيارات قاعدة لإنتاج السيارات في نانجينغ، وقد يكون الأحدث الذي تم بناؤه في وقت ما بعد عام 2003. تم الاستيلاء على إنتاج سيارات الدفع الرباعي والشاحنات الصغيرة جوندا من علامة يوجين التجارية في نانجينغ في عام 2005. بحلول عام 2008، بعد استحواذ سايك على نانجينغ، توقف إنتاج ووشي سويات. يتم الآن استخدام المصنع من قبل سايك لبناء شاحنة ماكسيوس التجارية.

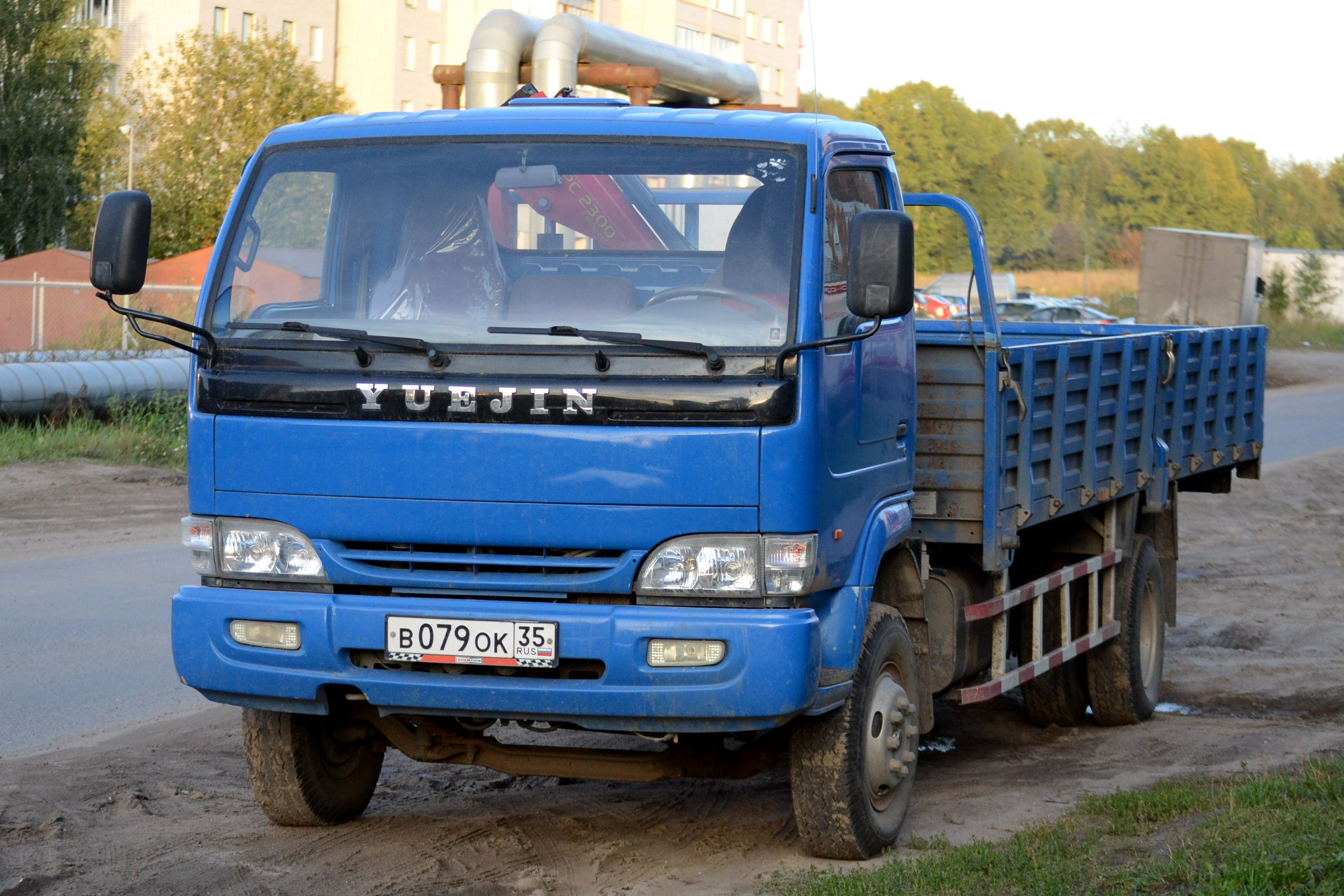
يوجين إن جَيه 1080 في روسيا
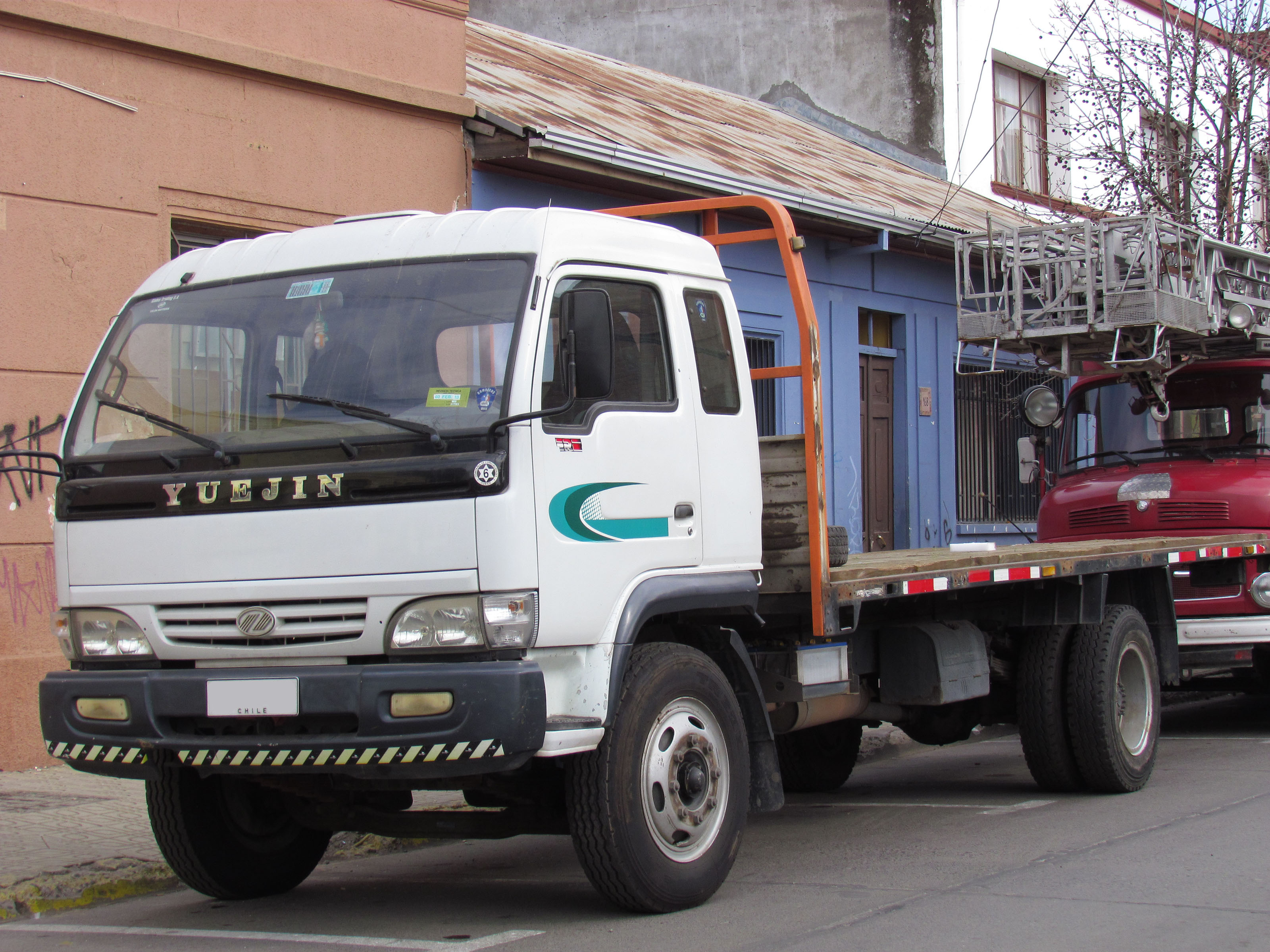
2008 يوجين إن جَيه-1063 مسطحة في تشيلي
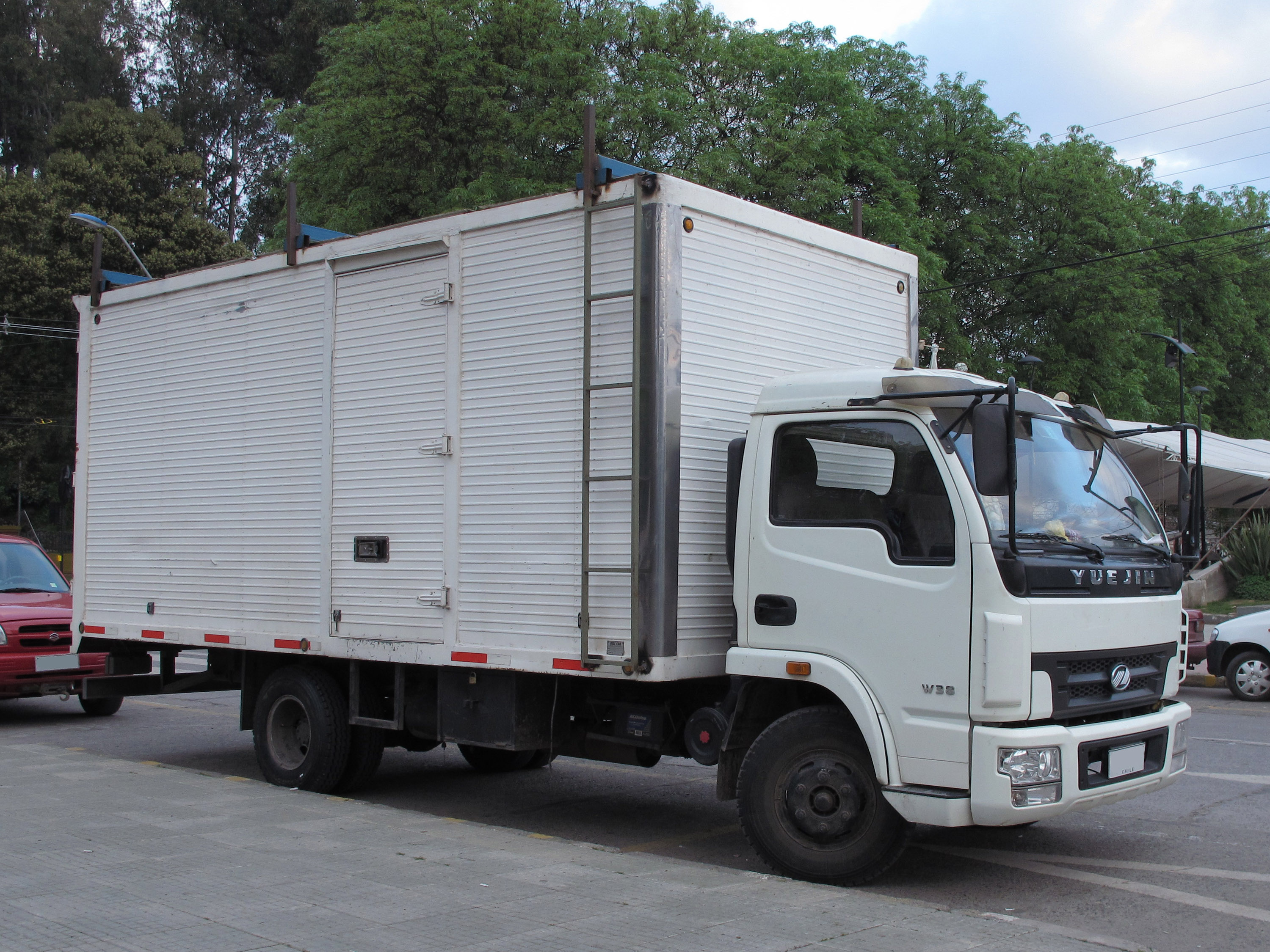
2011 يوجين إن جَيه-812 في تشيلي
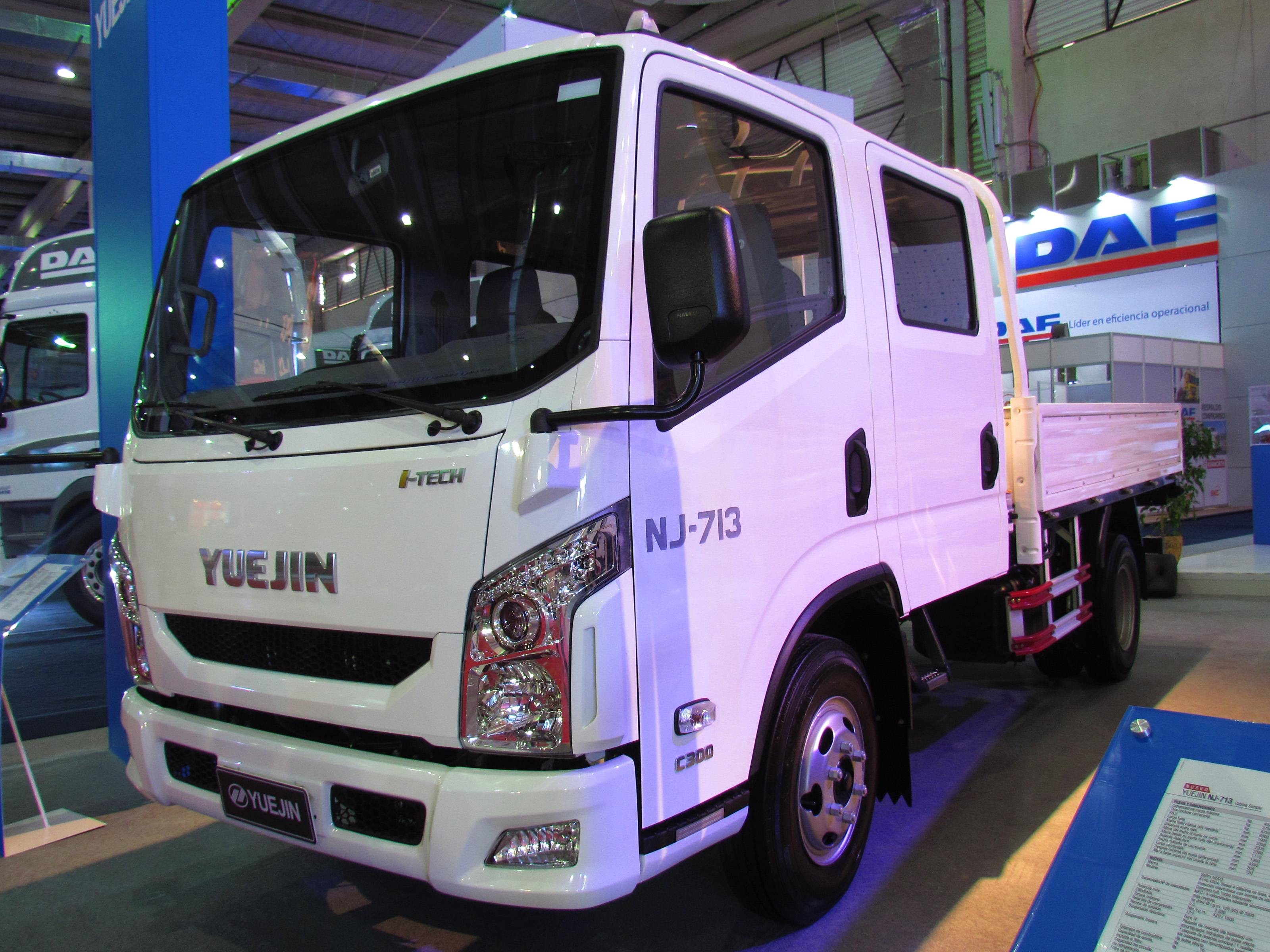
2014 يوجين إن جَيه-713 طاقم الكابينة
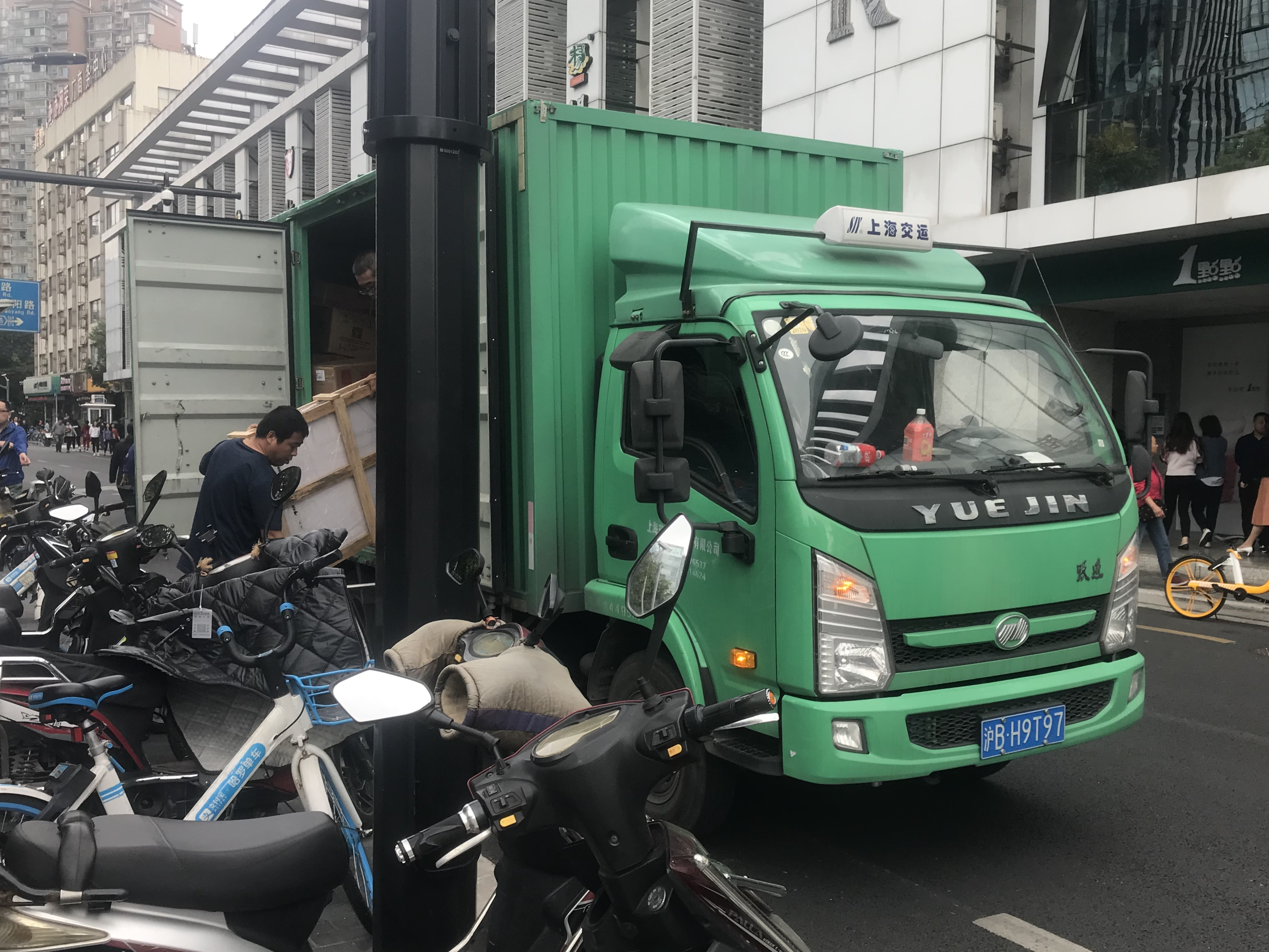
يوجين شانغجون (跃进上骏) سلسلة إكس 100 في الصين
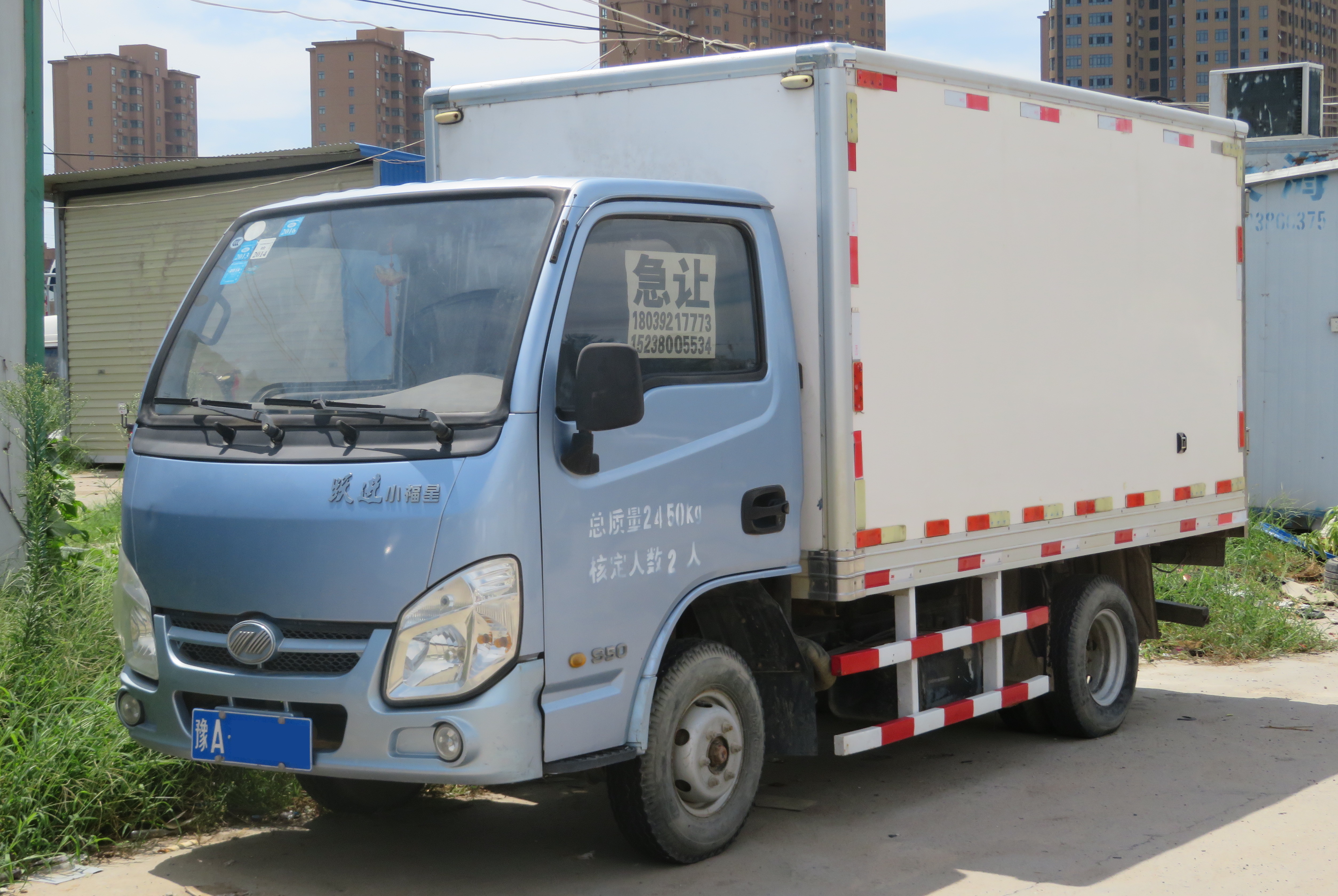
يوجين شياوفوشينغ (跃进小福星) سلسلة إس 50 في الصين
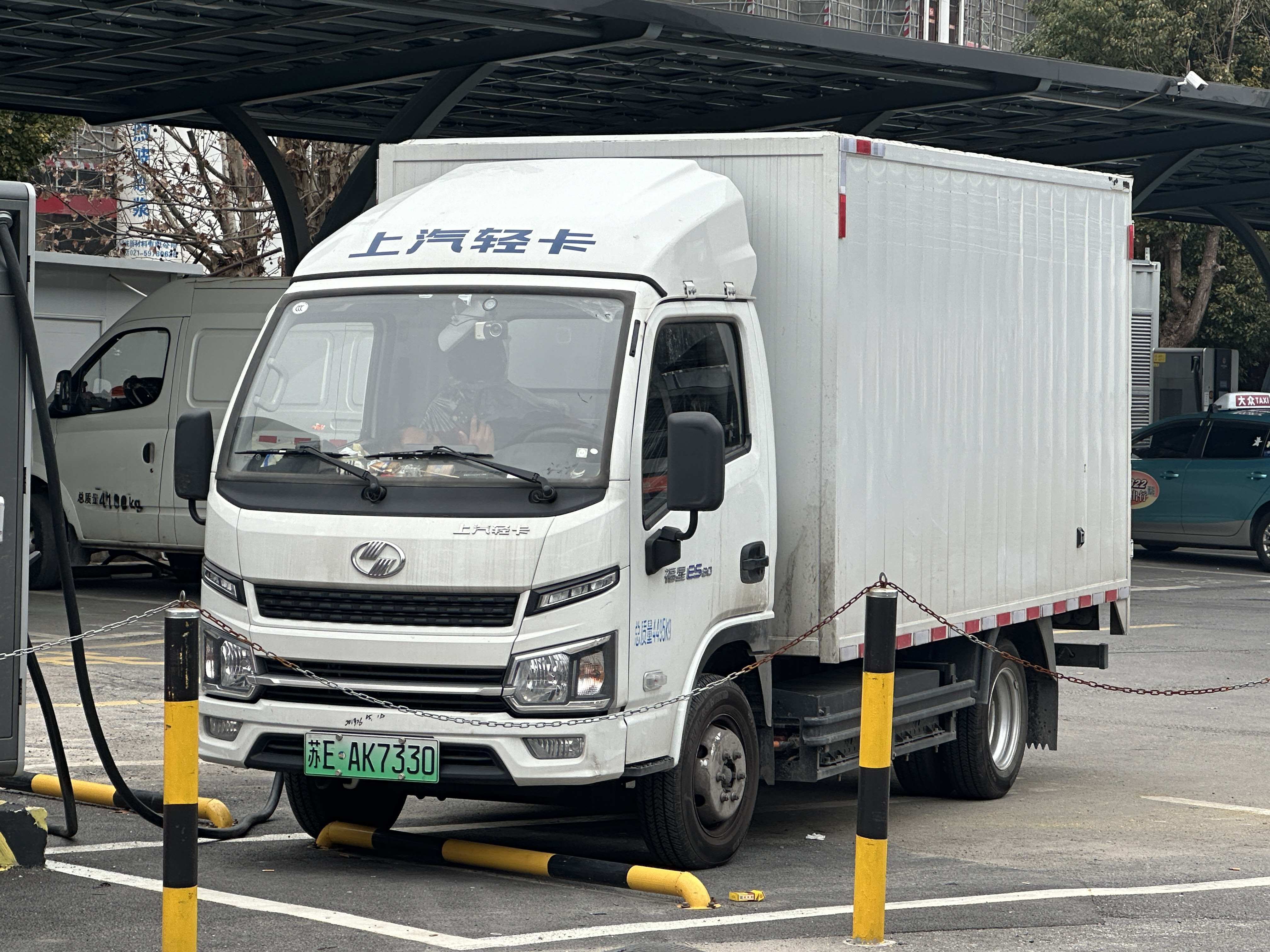
سايك فوكسينغ إي إس 80 (النسخة الكهربائية من يوجين فويون إس 80)

## العلامات التجارية
تشمل ماركات السيارات المملوكة لـ نانجينغ للسيارات ما يلي:
- سويات - تُباع سيارة نانجينغ يوجين سويات، وهي نسخة صينية من الجيل الأول من سيات إيبيزا، تحت العلامة التجارية.[10] توقف في عام 2008.
- إم جي (تشمل أصول مجموعة إم جي روفر وباورتراين المحدودة التي استحوذت عليها شركة نانجينغ للسيارات علامات تجارية أخرى أيضًا: ولسلي، و أوستن ، و موريس ، و فاندن بلاس (خارج الولايات المتحدة وكندا)، و اوستن الامريكية ، و برنسيس ، و ستيرلنج)[28]
- يوجين - علامة تجارية للمركبات التجارية[19]

## الملكية القانونية
في وقت ما قبل الثمانينيات، كانت شركة نانجينغ للسيارات تخضع للسلطة القضائية المشتركة لكل من الحكومتين المركزية والمحلية. اعتبارًا من عام 2003، كانت شركة تصنيع السيارات هذه مملوكة لمجموعة مجموعة يوجين للسيارات في جيانغسو، التي كانت تمتلك ما يزيد قليلاً عن خمسين بالمائة من ملكية الشركة في ذلك الوقت، وتم إنشاء شركتين حكوميتين للتخلص من القروض المصرفية المتعثرة، الصين هوارونج لإدارة الأصول والصين سيندا لإدارة الأصول.أصبحت شركة نانجينغ للسيارات الآن شركة تابعة لـ سايك، بعد أن تم دمجها مع شركة صناعة السيارات الأكبر بكثير في عام 2007.

### اندماج سايك
نتيجة لسياسة الدولة الصينية لتشجيع عمليات الاندماج والاستحواذ في سوق السيارات المحلية، قامت سايك موتور والشركة الأم المملوكة للدولة لشركة نانجينغ للسيارات، مجموعة يوجين للسيارات، بوضع اللمسات الأخيرة على عملية اندماج مخطط لها منذ فترة طويلة في ديسمبر 2007. بدأت مفاوضات الاندماج المتقطعة بين الشركتين في عام 2001، وكان هذا الارتباط متوقعًا على نطاق واسع. قبل عملية الدمج، ومع تقديم العطاءات جنبًا إلى جنب مع سايك، اشترت نانجينغ للسيارات الأصول المتبقية للمجموعة البريطانية إم جي روفر مقابل ما يقرب من 100 مليون دولار أمريكي.

## انظر أيضّاً
- صناعة السيارات في الصين

## وصلات خارجية
الموقع الرسمي